# Geodena candida
Geodena candida es una especie de polillas de la familia Geometridae, descrita por primera vez por Robert Herbert Carcasson en 1857, con distribución en Uganda.

## Descripción
Es una polilla de color blanco cremoso uniforme, muy pálido en la costa, el ápice y el margen exterior del ala anterior. Cuenta con una mancha negruzca redondeada prominente en el extremo de la celda del ala anterior. El ala posterior sin manchas.